# Franciszek Puchała
Franciszek Puchała (ur. 18 lutego 1941 we wsi Przecławka (Ponidzie) obecnie województwo świętokrzyskie) – żołnierz, dowódca i oficer sztabowy, generał dywizji Wojska Polskiego, zastępca szefa Sztabu Generalnego Wojska Polskiego ds. operacyjnych, I zastępca szefa Sztabu Generalnego WP.

## Służba wojskowa
W 1959 zdał maturę w liceum ogólnokształcącym im. Tadeusza Kościuszki w Działoszycach. Służbę wojskową w Siłach Zbrojnych PRL rozpoczął w 1959 jako podchorąży w Oficerskiej Szkole Artylerii w Toruniu. Po ukończeniu szkoły w 1962 roku został promowany na podporucznika. Po promocji został dowódcą plutonu ogniowego w podoficerskiej szkole artylerii 5 Brygady KBW im. Ziemi Krakowskiej. W 1966 mianowany porucznikiem. Po ukończeniu w 1971 z wyróżnieniem studiów w Akademii Sztabu Generalnego WP im. gen. broni Karola Świerczewskiego w Rembertowie został starszym pomocnikiem kierownika Naukowej Informacji Wojskowej w tej akademii. W 1972 został starszym oficerem operacyjnym w sztabie 2 pułku czołgów 10 Sudeckiej Dywizji Pancernej w Opolu. W latach 1972–1973 był szefem sztabu 10 pułku czołgów w 10 Dywizji Pancernej. Od 1973 szef wydziału operacyjnego 10 Dywizji Pancernej. W l. 1974–1975 szef sztabu 10 DPanc. W 1974 mianowany majorem. W latach 1976–1978 studiował w Wojskowej Akademii Sztabu Generalnego Sił Zbrojnych ZSRR im. Klimenta Woroszyłowa w Moskwie. Po ukończeniu studiów był szefem Oddziału III – zastępcą szefa sztabu Pomorskiego Okręgu Wojskowego w Bydgoszczy. W 1979 awansowany do stopnia pułkownika. 
Od 1980 pełnił służbę w Zarządzie Operacyjnym Sztabu Generalnego WP, gdzie był szefem Oddziału Gotowości Bojowej – zastępcą szefa Zarządu, a od 1983 szefem Zarządu Operacyjnego. Był jednym z oficerów pracujących nad planem wprowadzenia stanu wojennego w Polsce 1981 r. Uchwałą Rady Państwa PRL z października 1984 został awansowany do stopnia generała brygady. Nominację wręczył mu w Belwederze przewodniczący Rady Państwa PRL prof. Henryk Jabłoński. W 1989 został zastępcą szefa Sztabu Generalnego WP do spraw operacyjnych. 3 października 1989 mianowany do stopnia generała dywizji; nominację wręczył mu w Belwederze prezydent PRL gen. armii Wojciech Jaruzelski. Od 1990 I zastępca szefa Sztabu Generalnego WP. W latach 1992–1993 przebywał w dyspozycji ministra obrony narodowej. Od 1993 inspektor Grupy Inspektorów Kierownictwa SG WP, od 1997 szef Zespołu Grupy Głównych Inspektorów MON, a następnie asystent szefa Sztabu Generalnego WP (gen. broni Henryka Szumskiego). W latach 1999–2001 był także przewodniczącym Komitetu Redakcyjnego „Myśli Wojskowej” i „Biuletynu Informacyjnego Sztabu Generalnego Wojska Polskiego”.
Zawodową służbę wojskową zakończył w lutym 2001 r. i rozpoczął pracę jako pracownik służby cywilnej w MON (do 2006 roku). Był przewodniczącym zespołu autorskiego i współautorem monografii pt. „Sztab Generalny (Główny) Wojska Polskiego 1918 – 2003”.
W czasach PRL członek Polskiej Zjednoczonej Partii Robotniczej.
Analityk i strateg wojskowy. U schyłku działalności Układu Warszawskiego brał udział w pracach polskich grup eksperckich nad projektem jego zreformowania, a następnie rozwiązania. W latach 90. współautor planów modernizacji i restrukturyzacji Sił Zbrojnych RP oraz ich integracji z NATO, a także nowej doktryny obronnej. Brał udział w przygotowaniu programu „Partnerstwo dla Pokoju”.
Działacz środowisk weteranów wojskowych. W latach 2004–2007 prezes Klubu Generałów Wojska Polskiego. 24 września 2013 r. na X Krajowym Zjeździe Delegatów został wybrany prezesem Związku Żołnierzy Wojska Polskiego. Funkcję tę pełnił do 2017 roku. Jest honorowym prezesem Związku Żołnierzy Wojska Polskiego oraz członkiem władz krajowych Federacji Stowarzyszeń Rezerwistów i Weteranów Sił Zbrojnych RP. Autor kilku książek oraz wielu artykułów publicystycznych z dziedziny wojskowości.

## Wykształcenie wojskowe
- Oficerska Szkoła Artylerii w Toruniu (1962)
- Akademia Sztabu Generalnego WP w Warszawie (1971)
- Wojskowa Akademia Sztabu Generalnego Sił Zbrojnych ZSRR im. K.J. Woroszyłowa w Moskwie (1978)

## Działalność publicystyczna
- współautor monografii Sztab Generalny (Główny) Wojska Polskiego 1918-2003, Warszawa 2003
- autor książki Sekrety Sztabu Generalnego pojałtańskiej Polski, Wydawnictwo Bellona, Warszawa 2011
- autor książki Budowa Potencjału Bojowego Wojska Polskiego 1945–1990, Wydawnictwo Bellona, Warszawa 2013
- autor książki Szpieg CIA w polskim Sztabie Generalnym. O Ryszardzie Kuklińskim bliżej prawdy, Wydawnictwo Bellona, Warszawa 2014. ISBN 978-83-11-13170-5.
- autor książki Kulisy stanu wojennego, Wydawnictwo Bellona, Warszawa 2016
- wiele innych publikacji i artykułów

## Awanse
- podporucznik – 1962
- porucznik – 1966
- kapitan – 1971
- major – 1974
- podpułkownik – 1976
- pułkownik – 1979
- generał brygady – 1984
- generał dywizji – 1989

## Odznaczenia
- Krzyż Komandorski Orderu Odrodzenia Polski
- Krzyż Kawalerski Orderu Odrodzenia Polski
- Złoty Krzyż Zasługi
- Srebrny Krzyż Zasługi
- Medal 40-lecia Polski Ludowej
- Złoty Medal Siły Zbrojne w Służbie Ojczyzny
- Złoty Medal Za Zasługi dla Obronności Kraju
- I inne